# BSAT-1a廣播衛星
BSAT-1a，為日本一枚已退役的广播卫星，於1997年發射，由該國各公、私營電視台合營的「廣播衛星系統公司」持有。於服役期間，此衛星定位於東經110°E，並主要負責透過Ku波段，轉播日本放送協會及WOWOW的衛星電視頻道。與備份星BSAT-1b不同，此衛星一直專責轉播模擬衛星電視訊號。
隨著同一公司的BSAT-3a於2007年發射升空，並接替此衛星的工作，BSAT-1a已於2010年退役。

## 概況
BSAT-1a由美國休斯太空與通訊公司製造，並採用該公司研製的HS-376型衛星平台，其外形呈圓筒形，直徑為2.17米。在轉播設備方面，此衛星設有8個Ku波段轉播器（其中4個為備用），而其行波管發射功率為106W，訊號主要覆蓋日本本土及離島。
除轉播設備外，此衛星尚包括一組姿態控制系統（包括一套Star-30BP型變軌用火箭引擎）、其他電子器材，以及包圍整枚衛星、長7.97米的太陽能板（分為兩截）。
在供電方面，BSAT-1a外圍的太陽能板最高可輸出1,200W的電力；此外，此衛星亦備有一枚鎳氫電池，以便在日蝕期間維持供電。

## 历史
1994年6月，廣播衛星系統公司正式下訂兩枚採用HS-376平台的廣播衛星，當中包括此衛星及一枚備份星（BSAT-1b，於1998年發射升空）。
隨著相關的地面站於1997年4月落成，BSAT-1a獲安排於同月16日連同Thaicom 3通訊衛星，由亞利安44LP V-95運載火箭搭載發射升空，成為該公司的首枚廣播衞星，亦是日本首枚由私營機構持有的同類衛星。
其後，此衛星於同年8月1日起投入服務，接替於1998年11月退役的百合3B廣播衛星。
由於BSAT-1a的預期運作壽命屆滿，廣播衛星系統公司於2005年下訂BSAT-3a廣播衛星作取代，並於2007年成功發射，同年11月逐步接替此衛星及BSAT-1b的工作。其後，此衛星於2010年8月3日正式退役，並被調至墓地轨道。